# Andreï Pali
Andreï Nikolaïevitch Pali (en russe : Андрей Николаевич Палий, en ukrainien : Андрій Миколайович Палій), né le 13 février 1971 à Kiev et mort le 19 mars 2022, est un militaire russe d'origine ukrainienne et psychologue militaire, commandant adjoint de la flotte de la mer Noire de la marine russe, capitaine du premier rang. Il avait la citoyenneté ukrainienne mais, en 1993 il refusa de prêter allégeance à l'Ukraine et devint militaire de la marine russe.

## Biographie
Né dans une famille de militaires, il a étudié à l'école secondaire no 10 de Severomorsk, dans la région de Mourmansk. En 1992, il est diplômé de l'École politique supérieure de la marine de Kiev, spécialisé en psychologie sociale. Après avoir obtenu le grade de lieutenant, il a été nommé adjoint au travail éducatif du commandant de la 4e compagnie du 2e régiment de la Garde nationale d'Ukraine à Kiev, mais en mars 1993, refusant de prêter le serment militaire ukrainien, il rejoint la marine russe dans la Flotte du Nord.
Il sert dans la flotte du Nord sur le destroyer Besstrachny en tant que psychologue, plus tard en tant que commandant adjoint pour le travail éducatif. Il participe à la formation de l'équipage, aux essais et au transfert de la Baltique à la Flotte du Nord en août 1994. Ensuite il sert sur le navire de sauvetage Georgui Titov. Par la suite, il navigue sur le croiseur lance-missiles lourd Pierre le Grand. Il a été nommé commandant adjoint à la base navale de Belomorsk. En 1999, il est psychologue à bord du Kertch et plus tard commandant adjoint de la frégate Pytlivy (en) .
En août 2004, Andreï Nikolaïevitch retourne dans son unité de la flotte de la mer Noire en tant que commandant adjoint pour le travail éducatif à bord de l’Otchakov 1134B. En mai 2005, il est nommé commandant adjoint du 11e grand navire anti-sous-marins de la 30e division des navires de surface de la flotte de la mer Noire pour le travail pédagogique. Depuis l'automne 2004, il est à plusieurs reprises commandant adjoint de la campagne de travail avec le personnel des navires de la flotte de la mer Noire en Méditerranée, notamment lors des exercices stratégiques opérationnels « Zapad-2009 », « Vostok-2010 » et des exercices conjoints russo-italiens « IONEX-2011 ». En août-septembre 2008, il participe à la guerre de Géorgie. En avril-juillet 2010, il dirige le soutien moral et psychologique du transfert inter-flotte du croiseur Moskva de la mer Noire à la flotte du Pacifique à travers les océans Indien et Pacifique.
À partir de 2011, Pali est chef du Département du travail avec le personnel de la flotte de la mer Noire de la fédération de Russie.
Il participe à la création du musée de la 14e batterie côtière à Sébastopol.
Fin 2020 il est commandant adjoint des forces armées russes en Syrie.
Il est mort le 19 mars 2022 dans les combats près de Marioupol pendant la guerre en Ukraine. Plus tard, l'information a été confirmée par les officiels de Sébastopol. Un adieu préliminaire est prévu à Sébastopol les 22 et 23 mars.